# لانتانا متجذرة
لانتانا متجذرة (الاسم العلمي: Lantana radicans) هي نوع نباتي يتبع جنس اللانتانا من فصيلة اللويزية.